# Будуслеу
Будуслеу (рум. Buduslău) — село у повіті Біхор в Румунії. Адміністративний центр комуни Будуслеу.
Село розташоване на відстані 443 км на північний захід від Бухареста, 44 км на північний схід від Ораді, 122 км на північний захід від Клуж-Напоки.

## Населення
За даними перепису населення 2002 року у селі проживали 1004 особи.
Національний склад населення села:
| Національність | Кількість осіб | Відсоток |
| -------------- | -------------- | -------- |
| угорці         | 952            | 94,8%    |
| цигани         | 40             | 4,0%     |
| румуни         | 12             | 1,2%     |

Рідною мовою назвали:
| Мова      | Кількість осіб | Відсоток |
| --------- | -------------- | -------- |
| угорська  | 993            | 98,9%    |
| румунська | 11             | 1,1%     |